# Liste der Staatsoberhäupter von Mauretanien
Dies ist eine Liste der Staatsoberhäupter von Mauretanien seit der Unabhängigkeit des Landes.

## Liste der Amtsinhaber

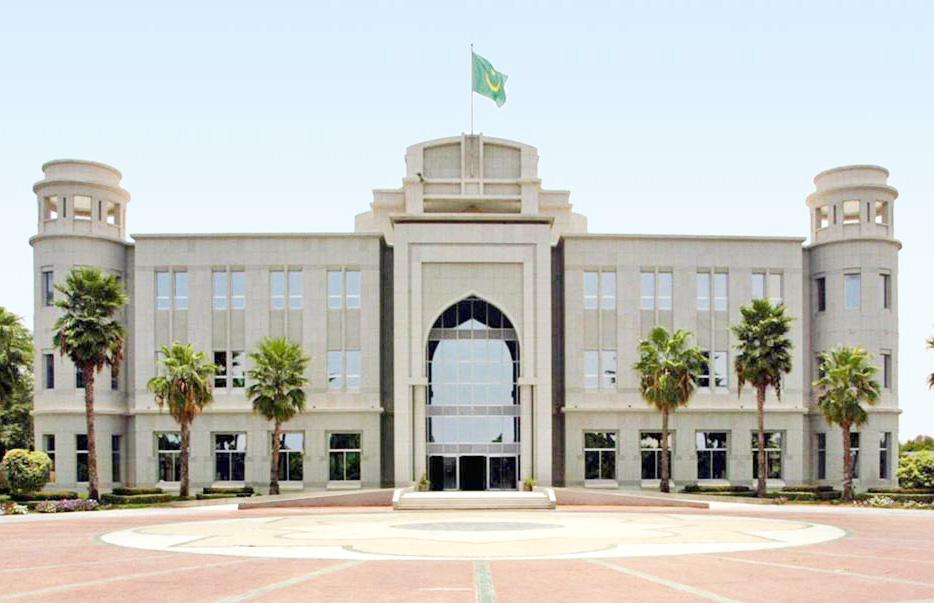
Amtssitz des Präsidenten

| Nr. | Bild                                                                         | Name (Lebensdaten)                             | Amtsbezeichnung                                                             | Amtszeit           | Amtszeit                      | Partei    |
| Nr. | Bild                                                                         | Name (Lebensdaten)                             | Amtsbezeichnung                                                             | Beginn             | Ende                          | Partei    |
| --- | ---------------------------------------------------------------------------- | ---------------------------------------------- | --------------------------------------------------------------------------- | ------------------ | ----------------------------- | --------- |
| –   | Moktar Ould Daddah                                                           | Moktar Ould Daddah (1924–2003)                 | Staatsoberhaupt                                                             | 28. November 1960  | 25. September 1961            | PRM / PPM |
| 1.  | Moktar Ould Daddah                                                           | Moktar Ould Daddah (1924–2003)                 | Präsident                                                                   | 25. September 1961 | 10. Juli 1978 (abgesetzt)     | PRM / PPM |
| –   |                                                                              | Mustafa Ould Salek (1936–2012)                 | Präsident des Militärkomitees für die Nationale Genesung                    | 10. Juli 1978      | 20. März 1979                 | Militär   |
| –   | Präsident des Militärkomitees für die Nationale Genesung und Staatsoberhaupt | Mustafa Ould Salek (1936–2012)                 | 20. März 1979                                                               | 6. April 1979      |                               | Militär   |
| –   | Präsident des Militärkomitees für die Nationale Rettung und Staatsoberhaupt  | Mustafa Ould Salek (1936–2012)                 | 6. April 1979                                                               | 3. Juni 1979       |                               | Militär   |
| –   |                                                                              | Mohamed Mahmoud Ould Louly (1943–2019)         | Präsident des Militärkomitees für die Nationale Rettung und Staatsoberhaupt | 3. Juni 1979       | 4. Januar 1980 (abgesetzt)    | Militär   |
| –   |                                                                              | Mohamed Khouna Ould Haidalla (* 1940)          | Präsident des Militärkomitees für die Nationale Rettung und Staatsoberhaupt | 4. Januar 1980     | 12. Dezember 1984 (abgesetzt) | Militär   |
| −   | Maaouya Ould Sid’Ahmed Taya                                                  | Maaouya Ould Sid’Ahmed Taya (* 1941)           | Präsident des Militärkomitees für die Nationale Rettung und Staatsoberhaupt | 12. Dezember 1984  | 18. April 1992                | Militär   |
| 2.  | Maaouya Ould Sid’Ahmed Taya                                                  | Maaouya Ould Sid’Ahmed Taya (* 1941)           | Präsident                                                                   | 18. April 1992     | 3. August 2005 (abgesetzt)    | PRDS      |
| –   |                                                                              | Ely Ould Mohamed Vall (1953–2017)              | Vorsitzender des Militärrates für Gerechtigkeit und Demokratie              | 3. August 2005     | 19. April 2007                | Militär   |
| 3.  | Sidi Mohamed Ould Cheikh Abdallahi                                           | Sidi Mohamed Ould Cheikh Abdallahi (1938–2020) | Präsident                                                                   | 19. April 2007     | 6. August 2008 (abgesetzt)    | parteilos |
| –   | Mohamed Ould Abdel Aziz                                                      | Mohamed Ould Abdel Aziz (* 1956)               | Präsident des Hohen Staatsrates                                             | 6. August 2008     | 15. April 2009                | Militär   |
| –   |                                                                              | Ba Mamadou Mbaré (1946–2013)                   | Interimspräsident                                                           | 15. April 2009     | 5. August 2009                | parteilos |
| 4.  |                                                                              | Mohamed Ould Abdel Aziz (* 1956)               | Präsident                                                                   | 5. August 2009     | 1. August 2019                | UPR       |
| 5.  |                                                                              | Mohamed Ould Ghazouani (* 1956)                | Präsident                                                                   | 1. August 2019     | amtierend                     | UPR       |